# إدوارد إل. ويلسون
إدوارد إل. ويلسون (بالإنجليزية: Edward L. Wilson)‏ هو مهندس أمريكي، ولد في 5 سبتمبر 1931.